# Student-SM i five-a-side
Student-SM i five-a-side arrangeras årligen av Sveriges Akademiska Idrottsförbund.
Five-a-side är en form av inomhusfotboll. Den senaste tävlingen hölls i Göteborg och totalt deltog 57 lag från nästan alla landets lärosäten.[när?] Tävlingen hålls i olika klasser, herrar öppen, herrar motion, damer öppen och mixed öppen. Vinnaren av öppna herrklassen kvalar in till Student-EM i futsal.

## Resultat
Herrar, segrande lag
- 1998, V-dala IF, Uppsala
- 1999, B.A.I.K., Härnösand, H2IF
- 2001, Naprapathögskolan
- 2003, ÖUIF
- 2005, HIFS
- 2006, IHIF
- 2007, V-Dala IF
- 2008, Bosö IF
- 2009, NNIF
- 2010, Pars FC Örebro (PFC)
- 2011, Pars FC Örebro (PFC)
- 2012, GIH IF

Herrar motion, segrande lag
- 1998, Uppsala Ekonomerna, UPIF
- 1999, Benjamins Lärjungar, Umeå, IKSU
- 2003, FIKS
- 2007, KIDS
- 2008, Chalmers/GSIF
- 2009, KIDS 1
- 2010, GSIF - frukost
- 2011, LUGI Hallands nation
- 2012, Pars FC Örebro (PFC)

Damer, segrande lag
- 1998, NNIF
- 2001, STIL
- 2005, KSIF
- 2006, KSIF
- 2007, KAUIF
- 2008, JSIF
- 2009, MIFU
- 2010, KAUIF
- 2011, GIH IF
- 2012, GIH IF

Mixed, segrande lag
- 1998, Team Peking, LSIF
- 1999, Lirarna, Umeå, IKSU
- 2001, STIL
- 2003, STIL
- 2005, NNIF
- 2006, NAFFI
- 2007, NNIF
- 2008, NNIF
- 2009, Bosö IF
- 2010, LUGI Hallands nation
- 2011, LUGI Hallands nation
- 2012, Pars FC Örebro (PFC)